# Fram (Paraguay)
Fram è un centro abitato del Paraguay, nel dipartimento di Itapúa. La località, che dista 350 km dalla capitale Asunción,  forma uno dei 30 distretti in cui è suddiviso il dipartimento.

## Popolazione
Al censimento del 2002 Fram contava una popolazione urbana di 3.414 abitanti (6.923  nel distretto), secondo i dati della Dirección General de Estadística, Encuestas y Censos.

## Storia
La storia di Fram cominciò nel 1928 con l'acquisto di 68.000 ha di terreno da parte del norvegese Pedro Christophersen per lo sfruttamento delle risorse forestali. In quel periodo fu anche costruita una piccola ferrovia capace di portare alla vicina Carmen del Paraná grandi quantità di legname.
Nel 1935 gli eredi di Christophersen crearono la società La Colonizadora Fram, con lo scopo di strutturare un centro urbano e di venderne i lotti; la maggioranza dei coloni che vi si insediarono era di nazionalità ucraina e polacca.
Nel 1958 Fram fu elevata al rango di distretto.

## Etimologia
Il nome della località significa "avanti" in lingua norvegese; i coloni hanno mantenuto il nome della società immobiliare, di proprietà degli eredi Christophersen, che ha progettato la creazione del centro urbano.